# Do pohádky
Do pohádky je český animovaný televizní seriál z roku 2000 vysílaný v roce 2003 v rámci Večerníčku, kdy byla vysílána 1. série. Druhá série byla natočena a vysílána v roce 2005. Seriál byl natočen podle námětu a scénáře Pavla Koutského a Jana Kutálka. Režii se věnoval Pavel Koutský. Hudbu složil Petr Skoumal. Seriál namluvil Jiří Lábus. Celkem bylo natočeno 26 epizod, v délce po 10 až 11 minutách.

## Seznam dílů
1. Černé město
2. Čaroděj
3. Vodník
4. Perníková chaloupka
5. Peklo
6. Slet čarodějnic
7. Loupežníci
8. Chaloupka
9. Obr
10. Pták Noh
11. Strašidelný hrad
12. Drak
13. Návrat
14. Čarodějův plán
15. O drakovi
16. O Smolíčku Pacholíčkovi
17. Oslíčku, otřes se
18. O vodníkovi
19. O Červené Karkulce
20. Dlouhý, Široký, Bystrozraký
21. O princi Bajajovi
22. Sněhurka a sedm trpaslíků
23. O bezhlavém rytíři
24. O bábě na koštěti
25. O dědovi Vševědovi
26. Návrat

## Další tvůrci
- Animace: Kateřina Pávová, Markéta Kubátová
- Výtvarník: Pavel Koutský